# Jean Baptiste de la Barrière
Jean Baptiste de la Barrière (Saint-Céré, 29 aprile 1544 – Roma, 24 aprile 1600) è stato un religioso francese, riformatore, all'età di 19 anni, dell'ordine Cistercense e iniziatore dei foglianti.
Durante la sua vita divenne confessore personale del re Enrico III di Francia. Questi, nel 1587, fece edificare un monastero per foglianti in onore della loro profonda amicizia.
Jean fece adottare ai foglianti severe regole, come dormire sul pavimento con un cuscino di pietra e mangiare senza tavoli. Inoltre dovevano usare particolari erbe durante i riti sacri.
Una coppia di suoi adepti tentò di avvelenarlo, ma Jean sopravvisse.
Dopo l'assassinio di Enrico III di Francia fu espulso dalla "Comunione dei Laici" di Francia, ma fu reintegrato da Caterina de' Medici.
Morì tra le braccia del cardinale Arnaud d'Ossat nel 1600.
Il suo cuore fu conservato dalla Chiesa cattolica, che lo proclamò venerabile.